# Jan Burgers
Johannes (Jan) Martinus Burgers (Arnhem, 13 de janeiro de 1895 — Washington, D.C., 7 de junho de 1981) foi um físico neerlandês.
Burgers estudou na Universidade de Leiden, orientado por Paul Ehrenfest, onde obteve o PhD em 1918. A ele é creditado ser o pai da equação de Burgers, do vetor de Burgers em teoria do deslocamento e material de Burgers em viscoelasticidade.

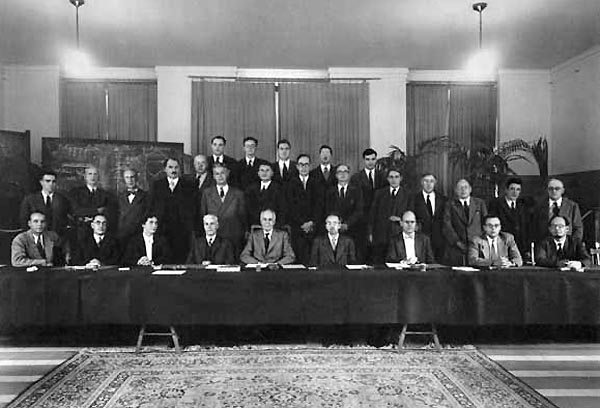
Conferência de Solvay sobre física em Bruxelas, 1951. Da esquerda para a direita, sentados: Crussaro, Norman Percy Allen, Yvette Cauchois, Borelius, William Lawrence Bragg, Christian Møller, Sietz, John Herbert Hollomon, Frank; fila do meio: Gerhart Rathenau,^{(nl)} Koster, Erik Rudberg,^{(sv)}, Flamache, Goche, Groven, Egon Orowan, Jan Burgers, William Bradford Shockley, André Guinier, C.S. Smith, Ulrich Dehlinger, Laval, Émile Henriot; fila superior: Gaspart, Lomer, Alan Cottrell, Georges Homes, Hubert Curien

Jan Burgers  foi um dos co-fundadores da International Union of Theoretical and Applied Mechanics (IUTAM) em 1946, e foi seu secretário-geral de 1946 a 1952.